# راس لانوف

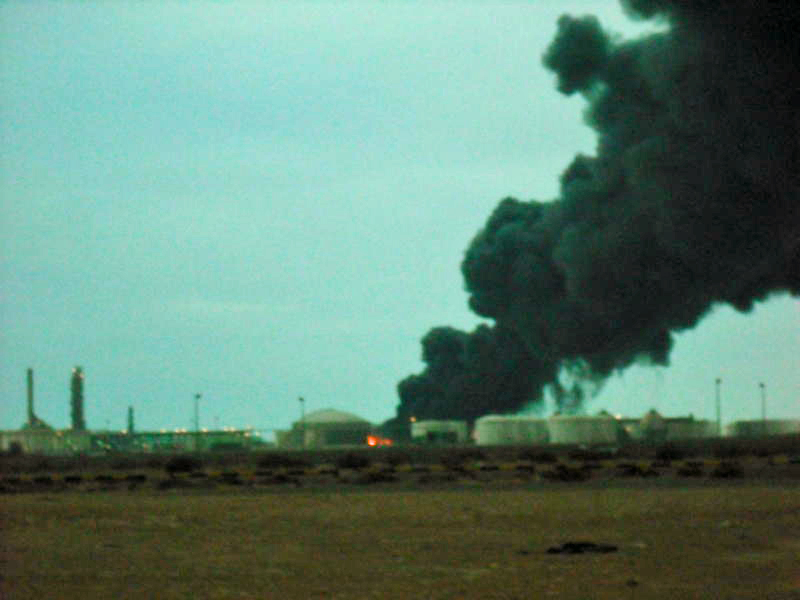
الدخان يتصاعد عقب استهداف قوات القذافي لراس لانوف حيث تمركز الثوار

راس لانوف هي مدينة وسكنيه صناعية متوسطية شمالي ليبيا على خليج السدرة وهي مقر مصفاة راس لانوف النفطية  التي بدأت بالعمل في 1984. والتي تملكها المؤسسة الوطنية للنفط، كما تستضيف المدينة مجمع راس لانوف للبتروكيماويات. ولديها ميناء خاص بتصدير النفط.
المدينة ذات بنية تحتية حديثة بلغ عدد سكانها قرابة 40.000 نسمة. واداريا تتبع شعبية سرت وعلى بعد حوالي 600 كلم إلى الشرق من العاصمة طرابلس ونحو 100 كيلومترا غربي البريقة و36 كيلومترا غربي العقيلة ونحو 84 كيلومترا شمالي مرادة ويوجد بها ميناء راس لانوف النفطي ومطاران نفطيان.
أما الحدود التقليدية الغربية آنذاك فكانت في منطقة فيلاينوروم "Philaenorum". بعض المؤرخين يعتقد أن تلك المنطقة تبعد 40 كيلومتراً غربي العقيلة، في حين أن مؤرحين آخرين يعتقدون أن منطقة فيلاينوروم كانت في راس لانوف.
من سكان راس لانوف خليط من قبائل ورفلة و أولاد سليمان والقدادفه والهمامله وأولاد وافي و بعض بيوت من المغاربة ومزاوغه والفرجان

## مجمع رأس لانوف
يعتبر مجمع رأس لانوف البتروكيماوي من أكبر المشاريع الاستثمارية والإستراتيجية في مجال تصنيع النفط والغاز والتي نفذت ويجرى تنفيذها في ليبيا، ويُدار من قبل شركة رأس لأنوف لتصنيع النفط والغاز والتي تأسست بقرار من رئاسة الوزراء (اللجنة الشعبية العامة آنذاك) رقم 137 لسنة 1982 والمعدل بالقرار رقم 523 لسنة 1986، وهي شركة مساهمة متمتعة بالجنسية الليبية ومملوكة بالكامل للمؤسسة الوطنية للنفط، وتخضع الشركة لقواعد وأحكام نظـامها الأسـاسـي المنصوص عليه بقرار الجمـعـية العمومية للشــركة رقم (1) لعام 1987.
وقد أُنشئت الشركة لغرض القيام بجميع عمليات صناعة تكرير النفط ومشتقاته وإنتاج الكيميائيات النفطية واللدائن العضوية والألياف، وأية صناعة أو عمل يُحقق تنفيذ الأغراض المذكورة وفقاً للخطط التي تُحددها الجمعية العمومية للشركة.
تم اختيار موقع إنشاء المجمع بناءً على دراسات فنية واقتصادية روعي فيها قرب الموقع من مناطق إنتاج النفط الخام والطريق الساحلي لتسهيل حركة الاتصالات بمختلف أنحاء ليبيا، وأيضاً قربة من الساحل البحري لتسهيل نقل المُنتجات للأسواق المحلية والعالمية المختلفة ولتوفير المياه الضرورية لعمليات التشغيل إضافة إلى أهداف إستراتيجية واجتماعية عديدة.
وقد خُطط لهذا المجمع أن يكون عند اكتماله مجمعاً بتروكيماوياً لإنتاج المواد الأساسية والوسيطة والنهائية المستعملة في كثير من المجالات الصناعية، والمصفاة لإنتاج كافة المحروقات النفطية بكميات كبيرة ومتوافقة مع المواصفات العالمية مستخدماً النفط الخام كمادة أساسية، زود المجمع بكافة الوحدات والمستلزمات الإنتاجية والخدمية بما فيها الميناء التجاري والأرصفة المتخصصة لتصدير المُنتجات، ويتم تسويق مُنتجات المجمع من قبل الإدارة العامة للتسويق بالمؤسسة الوطنية للنفط.

## الاقتصاد
نبذة تاريخية عن شركة رأس لانوف
وقعت المؤسسة الوطنية للنفط بليبيا مع شركة (فوستر ويلر) الإيطالية في عام 1974 عقد بالإشراف وإعداد كتيبات التصميمات الأولية لمصفاة رأس لأنوف بطاقة تكريرية قدرها 220ألف برميل يومياً من نفط خام حقل السرير، وحيث أن التقنية عامة ولا تحتاج إلى ترخيص فقد نُشر هذا العطاء عالمياً، وقع الاختيار على شركة (سنام بروجيتي) الإيطالية للقيام بأعمال التصميمات الهندسية المفصلة وأعمال المشتريات وكذلك الإشراف على أعمال الإنشاءات والتركيبات، ودخلت المصفاة مرحلة الإنتاج في شهر ديسمبر عام 1984.
وفي عام 1975 طُرح مشروع إنشاء مصنع الإثيلين مع شركة (ستون آن وبستر) الأمريكية بحيث يكون المصنع بطاقة إنتاجية مقدارها 330.000 طن متري سنوياً من مادة الإثيلين، وتم تحديد متطلبات عملية التصنيع، وبناء على ذلك قامت شركة (ستون آند وبستر) بدراسة وتحديد الموقع المناسب والإشراف على إعداد كتيبات التصميمات الأولية وتوفير الرخصة (تقنية ستون آند وبستر) والقيام بأعمال التصميمات الهندسية المفصلة وأعمال المشتريات وكذلك الإشراف على أعمال الإنشاءات والتركيبات، وتولت شركة الزاوية لتكرير النفط (إحدى شركات المؤسسة الوطنية للنفط) مسئولية إنشاء هذا المجمع في ذلك الوقت إلى أن تم تأسيس شركة رأس لأنوف لتصنيع النفط والغاز سنة 1982، وقد تم الانتهاء من إنشاء المصنع سنة 1983، ودخل مرحلة الإنتاج في 15 الطير عام 1987.
وبهدف رفع القيمة الاقتصادية لمُنتجات كل من المصفاة والإثيلين وإنتاج مواد بتروكيماوية نهائية تم الشروع في إنشاء مشاريع الوحدات اللاحقة للإثيلين، حيث تم الاتفاق في عام 1991 مع شركة (هيونداي) الكورية لإعداد الأعمال الهندسية مع شركة (جون براون) كشريك هندسي يمثل المرخص (يونيون كاربايد) لتصميم وشراء مواد وإنشاء مصنع لإنتاج مادتي البولي إثيلين مرتفع الكثافة والبولي إثيلين الخطي منخفض الكثافة، وبطاقة تصميمية تبلغ 80ألف طن متري سنوياً لكل منهما أي بطاقة إجمالية قدرها 160 ألف طن متري سنوياً، ودخل هذا المصنع مرحلة الإنتاج الفعلي في نهاية عام 1998.
وقد تم الحصول من شركة (يونيون كاربايد) الأمريكية على حق استخدام تقنيتها (يونيبول) لإنتاج هذه المادة سنة 1981، وتشمل أصنافاً عديدة من البولي إثيلين الخطي المنخفض الكثافة والبولي إثيلين مرتفع الكثافة وقد زود المصنع بوحدات لمناولة هذه المُنتجات وبصوامع للتحاليل الأولية لغرض متابعة جودة المُنتجات.
ويشتمل المجمع حالياً على الوحدات الإنتاجية التالية :
1. المصفاة.
2. مصنع الإثيلين.
3. مصنع البولي إثيلين.
4. نظام مناولة البلمرة.
5. الميناء.
6. المرافق المساندة وتشمل المرافق، وحدات السلامة ومكافحة الحرائق، مجمع الورش، المخازن، مركز للتحاليل ومراقبة الجودة، وحدة معالجة المخلفات الصناعية، المركز الطبي، المطاعم، مبنى الإدارة العامة.

## وصلات خارجية
- الموقع الرسمي لشركة راس لانوف لتصنيع النفط والغاز